# Charles Henri Pellegrini
Charles Henri Pellegrini (Chambéry, 28 de julio de 1800 - Buenos Aires, 12 de octubre de 1875), también conocido como Carlos Enrique Pellegrini, fue un ingeniero saboyano nacionalizado argentino que adquirió fama en la Argentina como retratista y pintor. Su hijo, Carlos Pellegrini, fue Presidente de la Nación Argentina entre 1890 y 1892, siendo el primer descendiente de una familia de linaje no hispánico ni mediterráneo (criollo) en alcanzar tan importante cargo.
Hacia 1839 abre su taller donde imprimirá las litografías del río de La Plata en un álbum entre las que figura "El Retiro" de 1841 y varias de la plaza de la Victoria, entre otras. Tras la década 1828-1838 dónde César Hipólito Bacle se desempeñó como litógrafo del estado, el principal impulso al arte impreso de la litografía fue el suyo.

## Biografía
Charles Pellegrini, hijo del ítalo-suizo Bernardo Bartolomeo Pellegrini, nacido en 1751 en Croglio, cantón del Tesino, Suiza, y de la francesa Marguerite Berthet. Realizó estudios en el colegio de su ciudad natal, donde obtuvo un primer premio de dibujo, en la Universidad de Turín y la Escuela Politécnica de París. Recibió su diploma de ingeniero en 1825. 
Contratado por Juan Larrea, a pedido de Bernardino Rivadavia, llegó a Buenos Aires en noviembre de 1828. Perteneció durante breve plazo al departamento de Ingenieros Hidráulicos, que fue suprimido durante el gobierno del general Juan José Viamonte. La desocupación lo indujo a tratar de aprovechar sus dotes de dibujante y pintor. Se vinculó con el litógrafo César Hipólito Bacle y se dedicó especialmente a hacer retratos, ejecutando entre octubre de 1830 y septiembre de 1831 doscientos de estos trabajos, por los cuales cobró en total 17.000 pesos. Su actividad como retratista y litógrafo prosiguió hasta 1837. Se dedicó luego a las tareas del campo y compró la estancia "La Figura" en Cañuelas. 
El 18 de mayo de 1841 se casó con María Bevans Bright, hija del ingeniero inglés James Bevans, quien había sido su jefe en el Departamento de Ingeniería Hidráulica. Fruto de este matrimonio nacieron Julia y Carlos Pellegrini, el cual alcanzó la dignidad de Presidente de la República Argentina.
En el mismo año de su boda, el ingeniero-artista fundó con Luis Aldao la "Litografía de las Artes", que publicó gran número de estampas, e instaló luego su propia prensa en su domicilio de Cangallo 37. Después de la batalla de Caseros volvió a Buenos Aires, fundó la Revista del Plata (1853) y desplegó actividad como ingeniero y arquitecto.  Su obra principal en este terreno fue la edificación del antiguo Teatro Colón. También se dedicó en cierta época a la composición poética, sin embargo, sus dibujos, sus acuarelas y sus litografías son los que inmortalizaron a Pellegrini, fallecido en 1875.

## Pinturas

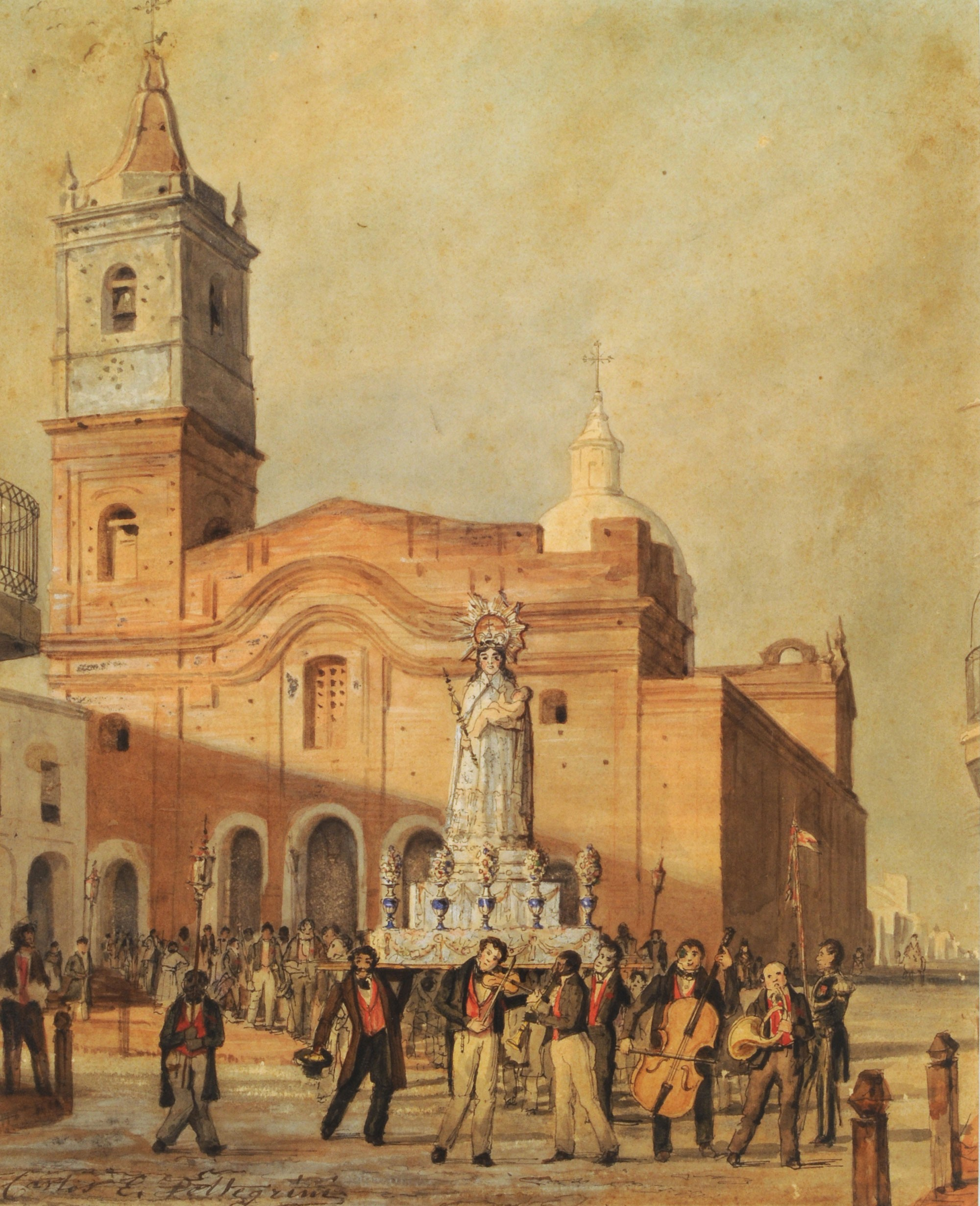
Convento de Santo Domingo.
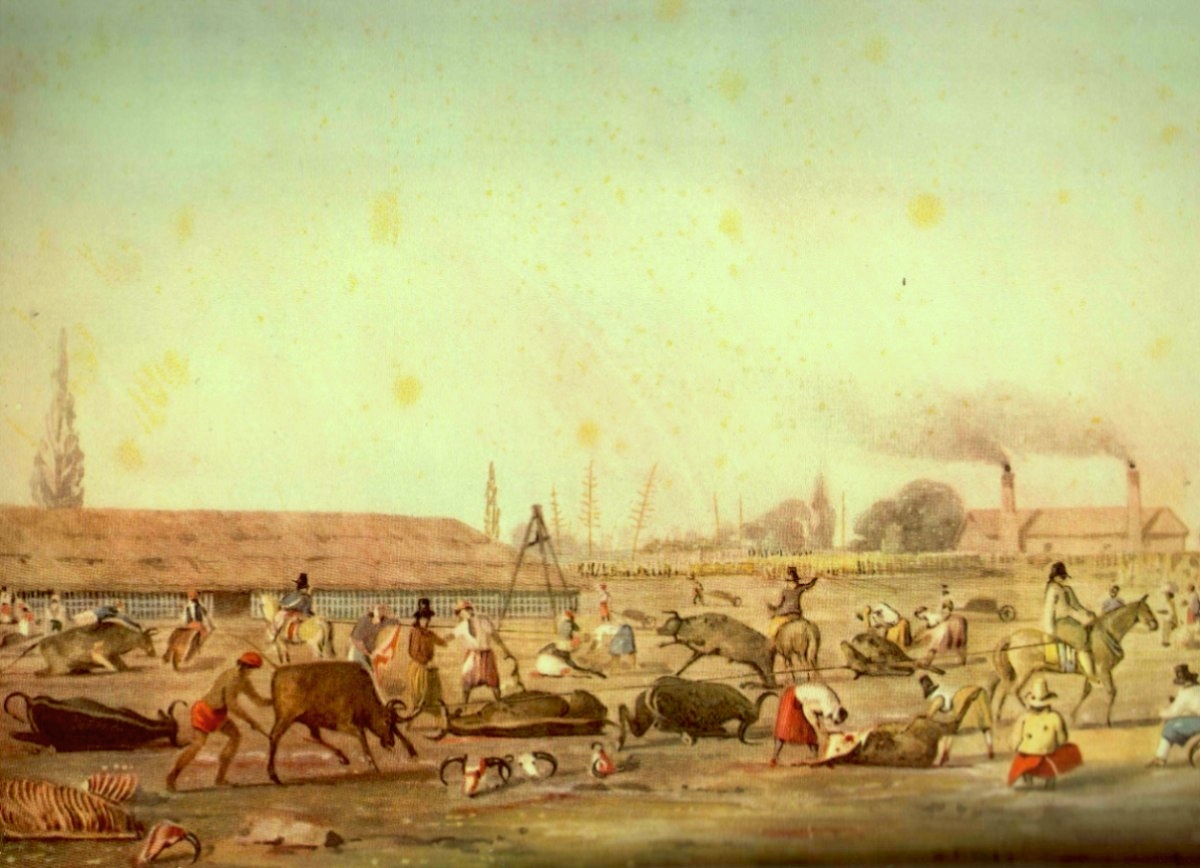
El matadero de Buenos Aires en 1829. Acuarela.
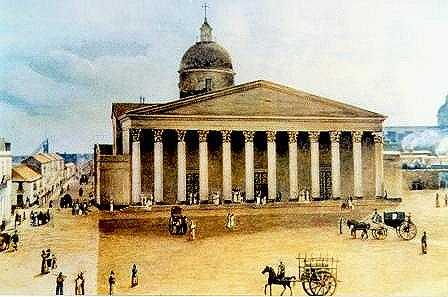
La Catedral de Buenos Aires en 1829. Acuarela.
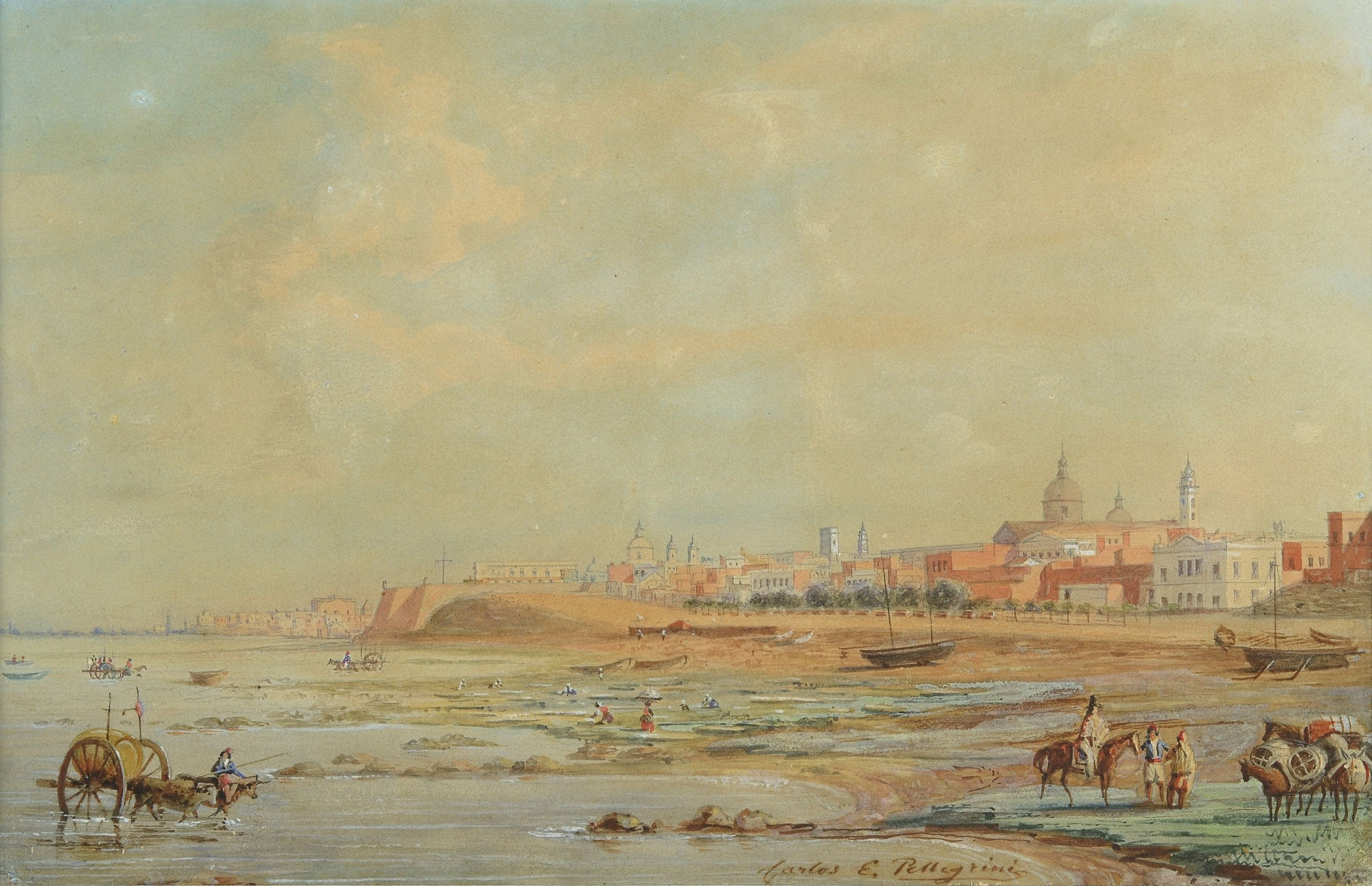
Vista de Buenos Aires, acuarela sobre el Riachuelo (circa 1830).